# Ypsolopha schwarziella
Ypsolopha schwarziella là một loài bướm đêm thuộc họ Ypsolophidae. Loài này có ở Hoa Kỳ, bao gồm Arizona, Utah và California.
Sải cánh dài khoảng 23 mm.